# Torre de Quintela
La Torre de Quintela és una torre de defensa situada a la parròquia de Vila Marim, al municipi de Vila Real, Portugal. Construïda al segle xiii, durant el regnat d'Alfons III, un document del 1258 esmenta la seva construcció. Un altre document de 1695 esmenta el seu propietari, D. Francisco de Portugal, comte de Vimioso, i descriu la torre i els altres elements de la finca.
A principis del segle XX un paleta va comprar la torre amb la intenció de desmuntar-la per a reaprofitar les pedres, però el seu elevat cost el va fer desistir. El 1910 la torre Quintela va ser declarada Monument Nacional. El 1982 l'Institut Portuguès del Patrimoni Cultural la va restaurar, donant-li l'aspecte actual, amb la principal diferència amb l'original de l'escala en planta baixa de pedra, que hauria estat de fusta. El 1989 es va cedir la torre al municipi de Vila Real per a instal·lar-hi un museu.
La torre és de planta quadrada, amb accés per portal sobrealçat, amb façanes esquinçades per espitlleres. Al segle xiv s'hi van afegir finestres balconades i matacans a les cantonades del terrat. Construïda sobre un aflorament rocós, té 12 metres d'amplada i 21 metres d'alçada. Façanes en pedra vista, de tres plantes, amb un soterrani amb xamfrà per sota, que correspon a les dues filades inferiors de carreus.